# Gegeneis

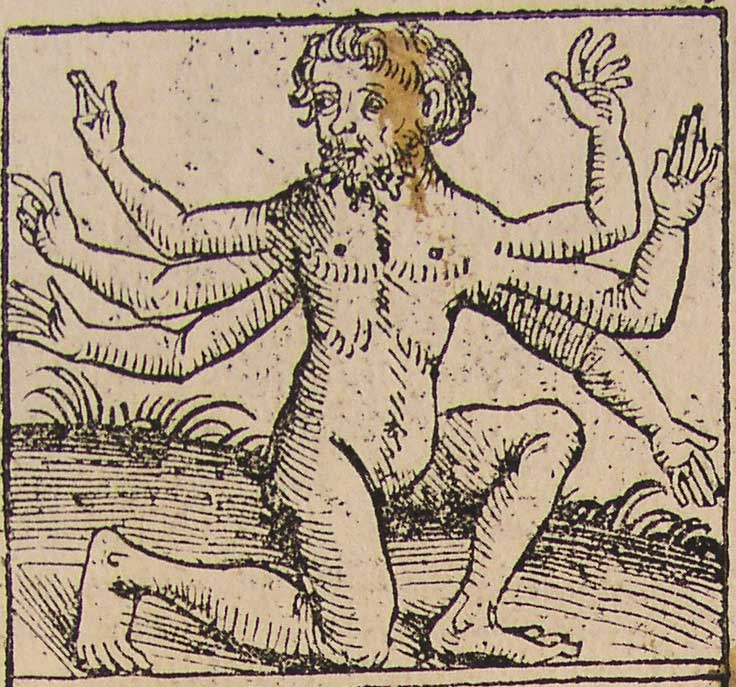
Darstellung eines Sechsarmigen in der Nürnberger Chronik

Gegeneis (altgriechisch Γηγενεῖς Gēgeneís, deutsch ‚Erdgeborene‘), auch Gegeines, ist in der Griechischen Mythologie zunächst der Beiname einiger Giganten und verwandter riesenhafter Wesen, etwa der Aloiden und Sparten, des Argos, des Orion und des Typhon. Bereits Aristophanes bezeichnete die Giganten im Allgemeinen als Gegeneis. Diodor bringt den Beinamen der Giganten mit ihrer riesenhaften Größe in Verbindung. In den Argonautika des griechischen Dichters Apollonios von Rhodos erfuhren sie eine besondere Ausprägung.

## Mythos bei Apollonios
Auf der Suche nach dem Goldenen Vlies gingen Iason und seine Argonauten an einer Halbinsel in der Propontis, „Bärengebirge“ genannt, an Land. Diese gehörte zu dem Reich des Königs Kyzikos, des Herrschers der Dolionen. Allerdings lebten dort auch unzivilisierte sechsarmige Riesen, genannt Gegeneis.
Die Argonauten trafen unterdessen auf die Dolionen, welche sie freundlich empfingen und zum Gastmahl einluden. Am nächsten Morgen stiegen Iason und einige seiner Männer auf den Berg Dindymon, um die Weiterfahrt zu planen. Die restlichen Argonauten zogen in der Zwischenzeit die Argo vom ersten Landeplatz in den Hafen von Kyzikos. Dort angekommen, wurden sie von den Erdgeborenen angegriffen. Sie schleuderten gewaltige Felsmassen und blockierten so die Ausfahrt des Hafens. Daraufhin griffen die Argonauten, Herakles selbst mit Pfeil und Bogen, die Ungeheuer an und streckten einige nieder. Die Gegeneis antworteten und warfen, angestachelt durch Hera (als weitere Herausforderung Herakles’), mit Felsen auf die Gefolgsleute Iasons. Dieser kehrte mit dem Rest seiner Männer von der Erkundungstour zurück und begab sich ebenfalls in die Schlacht. Trotz unablässiger Gegenangriffe konnten die Riesen besiegt werden und die Argonauten die Weiterreise antreten.